# Памятные монеты евро Эстонии
Памятные монеты евро Эстонии — специальные монеты евро, выпускаемые каждой страной Еврозоны из драгоценных и недрагоценных металлов. Эстония вошла в Еврозону 1 января 2011 года. Начиная с этого времени Банк Эстонии стал осуществлять эмиссию национальных монет евро для регулярного обращения, а также памятных монет.

## Статистика
По состоянию на январь 2021 года Эстонией было выпущено 28 монет, номинированных в евро, в том числе:
- 10 памятных номиналом 2 евро[1]
- 18 из драгоценных металлов (14 из серебра, 2 из золота и 1 биметаллическая — золото + серебро)[2][3].

| Сводная таблица выпуска монет по годам и материалу | Сводная таблица выпуска монет по годам и материалу | Сводная таблица выпуска монет по годам и материалу | Сводная таблица выпуска монет по годам и материалу | Сводная таблица выпуска монет по годам и материалу | Сводная таблица выпуска монет по годам и материалу | Сводная таблица выпуска монет по годам и материалу | Сводная таблица выпуска монет по годам и материалу | Сводная таблица выпуска монет по годам и материалу | Сводная таблица выпуска монет по годам и материалу | Сводная таблица выпуска монет по годам и материалу | Сводная таблица выпуска монет по годам и материалу |
|                                                    | 2011                                               | 2012                                               | 2013                                               | 2014                                               | 2015                                               | 2016                                               | 2017                                               | 2018                                               | 2019                                               | 2020                                               | Всего                                              |
| -------------------------------------------------- | -------------------------------------------------- | -------------------------------------------------- | -------------------------------------------------- | -------------------------------------------------- | -------------------------------------------------- | -------------------------------------------------- | -------------------------------------------------- | -------------------------------------------------- | -------------------------------------------------- | -------------------------------------------------- | -------------------------------------------------- |
| Биметалл недраг.                                   |                                                    | 1                                                  |                                                    |                                                    | 1                                                  | 1                                                  | 1                                                  | 2                                                  | 2                                                  | 2                                                  | 10                                                 |
| Ag 925                                             |                                                    |                                                    | 1                                                  | 2                                                  | 1                                                  | 2                                                  | 1                                                  | 3                                                  | 2                                                  | 1                                                  | 13                                                 |
| Ag 999                                             | 1                                                  | 1                                                  |                                                    |                                                    |                                                    |                                                    |                                                    |                                                    |                                                    |                                                    | 2                                                  |
| Au 999                                             |                                                    |                                                    |                                                    |                                                    |                                                    |                                                    | 1                                                  | 1                                                  |                                                    |                                                    | 2                                                  |
| Биметалл драг.                                     | 1                                                  |                                                    |                                                    |                                                    |                                                    |                                                    |                                                    |                                                    |                                                    |                                                    | 1                                                  |
| Всего                                              | 2                                                  | 2                                                  | 1                                                  | 2                                                  | 2                                                  | 3                                                  | 3                                                  | 6                                                  | 4                                                  | 3                                                  | 28                                                 |

## Монеты из недрагоценных металлов
Биметаллические монеты номиналом 2 евро отчеканены из латуни и мельхиора в качестве UNC. Имеют диаметр 25,75 мм, толщину 2,2 мм и массу 8,5 г.
На реверсе — номинал, карта ЕС, 12 звёзд. Гурт — рубчатый с надписями на эст. EESTI ∘ — «Эстония».
| 2012 | 10 лет наличному обращению евро |
| 2012 | Аверс: композиция из изображения земного шара со знаком евро и другими элементами, название государства, даты «2002 2012», во внешнем кольце — 12 звёзд. Отчеканена на Берлинском монетном дворе. Тираж: 2 000 000 шт. |
| 2015 | 30 лет флагу ЕС |
| 2015 | Аверс: стилизованные фигуры 12 человек, окруживших флаг ЕС, надпись на эст. EESTI 1985-2015 — «Эстония 1985—2015», знак монетного двора, по краю — 12 звёзд. Отчеканена на Литовском монетном дворе. Тираж: 350 000 шт. |
| 2016 | 100 лет со дня рождения Пауля Кереса |
| 2016 | Аверс: портрет Пауля Кереса, его имя на эст. PAUL KERES, стилизованные изображения шахматных фигур и фрагмента шахматной доски, название государства и год выпуска, по краю — 12 звёзд. Отчеканена на Литовском монетном дворе. Тираж: 500 000 шт. |
| 2017 | Путь к независимости |
| 2017 | Аверс: стилизованное изображение дуба, надпись на эст. MAAPÄEV — «День страны», даты юбилея, по краю — 12 звёзд. Отчеканена на Литовском монетном дворе. Тираж: 1 500 000 шт. |
| 2018 | 100-летие Балтийских государств («Коса балтийских сестёр») |
| 2018 | Аверс: стилизованное изображение косы из волос, в верхней части заплетённой тремя лентами, на каждой из которых — изображения гербов Литвы, Латвии и Эстонии, а в перекрестье — стилизованная цифра «100», заключённая в ромб, по сторонам от косы — название государства и год выпуска, по краю — 12 звёзд. Отчеканена на Литовском монетном дворе. Тираж: 500 000 шт. |
| 2018 | 100-летие Эстонской Республики |
| 2018 | Аверс: изображение юбилейного логотипа «Столетие», надпись на эст. SADA AASTAT EESTI VABARIIKI — «Сто лет Эстонской Республики», название государства и год выпуска, по краю — 12 звёзд. Отчеканена на Литовском монетном дворе. Тираж: 1 317 800 шт. |
| 2019 | 150-летний юбилей Праздника Песни |
| 2019 | Аверс: стилизованное изображение поющих людей и первые ноты Эстонского национального гимна; надписи «EESTI 2019» и «LAULUPIDU 150»; по краю — 12 звёзд. Отчеканена на Литовском монетном дворе. Тираж: 1 000 000 шт. |
| 2019 | 100-летие национального университета |
| 2019 | Аверс: изображение фасада Тартуского университета; надписи «EESTI 2019», «RAHVUSÜLIKOOL 100» и «UNIVERSITAS TARTUENSIS 1632»; по краю — 12 звёзд. Отчеканена Тираж: 1 000 000 шт. |
| 2020 | 200 лет со дня открытия Антарктиды |
| 2020 | Аверс: изображение подплывающего к берегам Антарктиды трёхмачтового парусника; надписи «EESTI 2020», «Fabian Gottlieb von Bellingshausen» и «ANTARKTIKA 200»; по краю — 12 звёзд. Отчеканена Тираж: 750 000 шт. |
| 2020 | 100-летие Тартуского мира |
| 2020 | Аверс: стилизованное изображение дерева, ветви которого образуют надпись «TARTU RAHU»; снизу надпись «EESTI 02.02.2020»; по краю — 12 звёзд. Отчеканена Тираж: 1 000 000 шт. |

## Монеты из серебра
| 2011 | Будущее Эстонии |
| 2011 | Аверс: герб и название государства, год выпуска. Реверс: Калевипоэг и Ванапаган, танцующие национальный танец Каэраяан; номинал. Гурт: гладкий с надписью Ag999,9. Отчеканена на монетном дворе Финляндии. Номинал: 10 евро. Материал: серебро-999. Качество: proof. Масса: 28,28 г. Диаметр: 38,61 мм. Тираж: до 30 000 шт. |
| 2012 | XXX летние Олимпийские игры в Лондоне |
| 2012 | Аверс: герб государства, год выпуска, стилизованная композиция из линий. Реверс: стилизованная композиция из линий, номинал, логотип Эстонского олимпийского комитета. Гурт: [уточнить]. Отчеканена на королевском монетном дворе Нидерландов. Номинал: 12 евро. Материал: серебро-999. Качество: proof. Масса: 28,28 г. Диаметр: 38,61 мм. Тираж: 7500 шт. |
| 2013 | 100 лет со дня рождения Раймонда Валгре |
| 2013 | Аверс: герб и название государства, год выпуска. Реверс: фрагмент партитуры Сааремааского вальса, подпись композитора, надпись по бокам на эст. RAIMOND VALGRE 100. Гурт: [уточнить]. Отчеканена на королевском монетном дворе Нидерландов. Номинал: 7 евро. Материал: серебро-925. Качество: proof. Масса: 28,28 г. Диаметр: 38,61 мм. Тираж: 7500 шт. |
| 2014 | XXII зимние Олимпийские игры в Сочи |
| 2014 | Аверс: герб и название государства, год выпуска, орнамент по краю. Реверс: стилизованное изображение замёрзшего стекла, номинал, логотип Эстонского олимпийского комитета. Гурт: [уточнить]. Отчеканена на королевском монетном дворе Нидерландов. Номинал: 10 евро. Материал: серебро-925. Качество: proof. Масса: 28,28 г. Диаметр: 38,61 мм. Тираж: 7500 шт. |
| 2014 | 150 лет со дня рождения Мийны Хярма |
| 2014 | Аверс: герб и название государства, год выпуска. Реверс: стилизованное изображение метронома с отходящими от него волнами, номинал, надпись на эст. MIINA HÄRMA 150. Гурт: [уточнить]. Отчеканена на королевском монетном дворе Нидерландов. Номинал: 10 евро. Материал: серебро-925. Качество: proof. Масса: 28,28 г. Диаметр: 38,61 мм. Тираж: 7500 шт. |
| 2015 | 150 лет со дня рождения Эдуарда Вильде |
| 2015 | Аверс: герб и название государства, год выпуска. Реверс: имя писателя и номинал на фоне заполненного кроссворда с названиями его произведений. Гурт: [уточнить]. Отчеканена на Румынском монетном дворе. Номинал: 10 евро. Материал: серебро-925. Качество: proof. Масса: 28,28 г. Диаметр: 38,61 мм. Тираж: 5000 шт. |
| 2016 | 150 лет со дня рождения Яана Поска |
| 2016 | Аверс: герб и название государства, год выпуска. Реверс: портрет деятеля на фоне границы Эстонии после Тартуского мирного договора, его имя на эст. JAAN POSKA и номинал монеты. Гурт: гладкий. Отчеканена на Литовском монетном дворе. Номинал: 10 евро. Материал: серебро-925. Качество: proof. Масса: 28,28 г. Диаметр: 38,61 мм. Тираж: 4000 шт. |
| 2016 | XXXI летние Олимпийские игры в Рио-де-Жанейро |
| 2016 | Аверс: герб и название государства, год выпуска. Реверс: фигура бегуна на низком старте, номинал, логотип Эстонского олимпийского комитета. Гурт: рубчатый. Отчеканена на Литовском монетном дворе. Номинал: 10 евро. Материал: серебро-925. Качество: proof. Масса: 28,28 г. Диаметр: 38,61 мм. Тираж: 5000 шт. |
| 2017 | Ганзейский город Таллин |
| 2017 | Аверс: герб и название государства, год выпуска, волны по краю. Реверс: герб и название города, ганзейское судно и панорама Таллина, номинал. Гурт: рубчатый. Отчеканена на Португальском монетном дворе. Номинал: 8 евро. Материал: серебро-925. Качество: proof. Масса: 28,28 г. Диаметр: 38,61 мм. Тираж: 5000 шт. |
| 2018 | XXIII зимние Олимпийские игры |
| 2018 | Аверс: герб и название государства, год выпуска. Реверс: стилизованное изображение спускающегося с горы сноубордиста, эмблема Олимпийского комитета Эстонии, номинал. Гурт: [уточнить]. Отчеканена на Литовском монетном дворе. Номинал: 10 евро. Материал: серебро-925. Качество: proof. Масса: 28,28 г. Диаметр: 38,61 мм. Тираж: 2000 шт. |
| 2018 | 100-летие Эстонской Республики |
| 2018 | Аверс: герб и название государства, год выпуска. Реверс: цветное (сине-чёрно-белое) изображение карты Эстонии, надписи «KAS SIIS SELLE MAA KEEL LAULU TUULES EI VÕI TAEVANI TÕUSTES ÜLES IGAVIKKU OMALE OTSIDA» (по спирали), «K. J. Peterson» (в виде автографа) и «SADA AASTAT EESTI VABARIIKI», номинал. Гурт: [уточнить]. Отчеканена на Литовском монетном дворе. Номинал: 10 евро. Материал: серебро-925. Качество: proof. Масса: 28,28 г. Диаметр: 38,61 мм. Тираж: 7000 шт. |
| 2018 | 150 лет со дня рождения Яана Тыниссона |
| 2018 | Аверс: герб и название государства, год выпуска, слева — входящее цветное (сине-чёрно-белое) изображение трёх гербовых леопардов. Реверс: погрудный портрет Яана Тыниссона, его имя, номинал, справа — исходящее цветное (сине-чёрно-белое) изображение трёх гербовых леопардов. Гурт: [уточнить]. Отчеканена на Литовском монетном дворе. Номинал: 15 евро. Материал: серебро-925. Качество: proof. Масса: 28,28 г. Диаметр: 38,61 мм. Тираж: 5000 шт.                            |
| 2019 | 200 лет со дня рождения Йохана Вольдемара Яннсена |
| 2019 | Аверс: герб и название государства, год выпуска. Реверс: погрудный портрет Йохана Вольдемара Яннсена, его имя и цифра юбилея, номинал. Гурт: [уточнить]. Отчеканена на Польском монетном дворе. Номинал: 12 евро. Материал: серебро-925. Качество: proof. Масса: 28,28 г. Диаметр: 38,61 мм. Тираж: 4000 шт. |
| 2019 | Ганзейский город Вильянди |
| 2019 | Аверс: герб и название государства, год выпуска. Реверс: название города, стилизованное изображение плывущей по волнам парусной лодки (вид сверху), номинал. Гурт: [уточнить]. Отчеканена на Литовском монетном дворе. Номинал: 8 евро. Материал: серебро-925. Качество: proof. Масса: 28,28 г. Диаметр: 38,61 мм. Тираж: 4000 шт. |
| 2020 | 150 лет со дня рождения Юри Яаксона |
| 2020 | Аверс: герб и название государства, год выпуска. Реверс: профиль лица Юри Яаксона, его имя и годы жизни, номинал. Гурт: [уточнить]. Отчеканена на Нидерландском монетном дворе. Номинал: 15 евро. Материал: серебро-925. Качество: proof. Масса: 28,28 г. Диаметр: 38,61 мм. Тираж: 3000 шт. |

## Монета из золота
| 2017 | Ганзейский город Таллин |
| 2017 | Аверс: герб и название государства, год выпуска, волны. Реверс: малый герб и название города, панорама Старого Таллина, волны, номинал. Гурт: рубчатый. Отчеканена на Португальском монетном дворе. Номинал: 25 евро. Материал: золото-999. Качество: proof. Масса: 3,11 г. Диаметр: 18,00 мм. Тираж: 2000 шт.                     |
| 2018 | 100-летие Эстонской Республики |
| 2018 | Аверс: герб и название государства, год выпуска. Реверс: стилизованное изображение национального цветка — василька, надпись «SADA AASTAT EESTI VABARIIKI», номинал. Гурт: Отчеканена на Литовском монетном дворе. Номинал: 100 евро. Материал: золото-999. Качество: proof like. Масса: 5,65 г. Диаметр: 22,00 мм. Тираж: 3000 шт. |

## Биметаллическая монета из драгоценных металлов
| 2011 | Вхождение Эстонии в еврозону |
| 2011 | Аверс: название и герб государства на фоне стилизации под древесину, национальный орнамент, год выпуска. Реверс: изображение часового механизма, номинал, но краю — 8 винтов. Гурт: гладкий с надписью «Ag999.9 Au999.9». Отчеканена на монетном дворе Финляндии. Номинал: 20 евро. Материал: серебро-999 и золото-999. Качество: proof. Масса: 14,6 г. Диаметр: 27,25 мм. Тираж: до 10 000 шт. |